# Gustave Bettex
Gustave Bettex, auch Gustave-François (* 26. Juli 1868 in Lausanne; † 17. März 1921 in Les Planches, heimatberechtigt in Combremont-le-Petit) war ein Schweizer Politiker.

## Biografie
Bettex besuchte das kantonale Progymnasium in Lausanne sowie das Gymnasium in Basel. Im Jahre 1886 erhielt er das Lehrerpatent. Alsdann war er von 1886 bis 1889 als Lehrer in Peyres-Possens und ab 1887 ebenso in Montreux tätig.
Er übernahm im Jahre 1889 die Redaktion des Feuille d'Avis de Montreux und des Journal des Etrangers, welche er bis zu seinem Tod im Jahre 1921 innehatte.
Als linksfreisinniger Politiker war er Gemeinderat von Le Châtelard und ab 1905 Munizipalrat der gleichen Gemeinde. Er wurde im Jahr 1917 in den Grossen Rat des Kantons Waadt gewählt, bei den Parlamentswahlen 1917 in den Nationalrat. Aus beiden Ämtern schied er im Jahre 1921 aus.
Durch seinen starken Einsatz für die Hotellerie und den Tourismus in Montreux leistete er der Stadt viel Aufschwung.